# 伊本貴士
伊本 貴士（いもと たかし、1978年2月3日 - ）は、IoT・AI評論家。メディアスケッチ代表取締役社長、株式会社コーデセブンCTO（最高技術責任者）を兼任。経産産業省地方版IoT推進ラボメンター、サイバー大学専任講師、日経ビジネススクール講師、日経エンジニアリングスクール講師、MGTカレッジ高度情報技術講座講師、横浜企業経営支援財団 技術アドバイザー、福井県長期ビジョン推進懇話会 委員、ふくい産業支援センター 特別相談員。元『フューチャーアーキテクト株式会社』ITコンサルタント。奈良県橿原市出身。

## 概要
NECソフト株式会社、フューチャーアーキテクト株式会社、ベンチャー企業を経て2009年メディアスケッチ株式会社を設立。IoTに関する企業への技術コンサルティング事業を行い、デバイスの試作品開発、人工知能エンジンの開発など、企画立案から開発保守までを行っている。
これらの経験をもとに『ホンマでっか！？TV』、『サンデーLive!!』などに最新技術の評論家として出演し、テレビ、ラジオ、雑誌、講演など幅広く活動。
2012年『SMOでWebサイトに人を呼び込む実践マニュアル』、2017年『IoTの全てを網羅した決定版 IoTの教科書』、2018年『問題を解いて実力をチェック　IoTの問題集』、2019年『ビジネスの構築から最新技術までを網羅 AIの教科書』を出版。
2016年サイバー大学客員講師に就任し、情報端末とネットワークおよびIoTの授業を担当。また、経済産業省の地方版IoT推進ラボにおけるメンターとして、地方の企業や自治体などへの講演のほか、具体的なアドバイスや支援活動も行っている。

## 経歴
- 2000年、NECソフト株式会社へ入社。Linux・オープンソースソフトウェアのシステム構築、NECグループ各プロジェクトへの技術支援を実施。[1]
- フューチャーアーキテクト株式会社に入社。ITコンサルタントを務める。
- ベンチャー企業の情報戦略マネージャーを経て、2009年メディアスケッチ株式会社を設立。
- 2013年、IoTセキュリティ製品を開発するコーデセブン株式会社を設立（兼務）。
- 2015年、IoT検定制度委員会技術主幹としてIoT検定設立に参加。
- 2016年、サイバー大学客員講師に就任し、情報端末とネットワークおよびIoTの授業を担当。
- 2019年、サイバー大学専任講師に就任。[2]
- 2021年現在、メディア、講演、IoT製品の開発、コンサルティングなど幅広く活動中。

## 人物
難しい最新技術がどう社会へ影響するかわかりやすく伝えるエバンジェリスト（伝道師）として、全国で講演活動など多数。

## レギュラー

### テレビ
- ホンマでっか!?TV（フジテレビ) - 評論家[3]

### 連載
- WEB『日経クロステック』「熱血IoTコンサルタント伊本貴士の新技術を斬る」(2018年2月14日～現在)[4]
- WEB『日経クロステック』「IT維新志士 伊本貴士のスーパーエンジニア養成塾」(2018年7月4日～現在)[5]

## 単発・過去レギュラー

### テレビ
テレビ朝日
- サンデーLive!![6]
- サン・ジェルマン伯爵は知っている[7]

TBS
- あさチャン！[8]
- 林先生の初耳学[9]

テレビ東京
- AI・DOL プロジェクト[10]

テレビ愛知
- サンデージャーナル[11]

福井テレビ
- タイムリーふくい[12]
- 2021年新春都知事対談[13]

テレビ西日本
- ももち浜S特報ライブ

### ラジオ
NHK
- 武内陶子のごごカフェ[14]

TOKYO FM
- クロノス

### 執筆
- WEB『日経クロステック』[15]

## 著作
- SMOでWebサイトに人を呼び込む実践マニュアル（翔泳社、2012年1月31日。ISBN 978-4798125084)
- IoTの全てを網羅した決定版 IoTの教科書（日経BP、2017年8月11日。ISBN 978-4822259471）
- 問題を解いて実力をチェック IoTの問題集（日経BP、2018年6月15日。ISBN 978-4822256159）
- ビジネスの構築から最新技術までを網羅 AIの教科書（日経BP、2019年6月6日。ISBN 978-4296102846)

## 講演
- 中国経済産業局、四国経済産業局共催[16]
- 大阪商工会議所[16]
- NTT東日本[17]
- ENEOS（株）
- 新潟県主催[17]
- 福井県主催[17]
- 秋田県主催[16]
- 総務省主催[16]
- 加賀市主催[17]
- 日経新聞主催[16]
- BCNカンファレンス2020[18]

その他、多数出演